# Géori Boué
Georgette Boué, detta Géori (Tolosa, 16 ottobre 1918 – La Garenne-Colombes, 5 gennaio 2017), è stata un soprano francese.

## Biografia
Nata a Tolosa nel 1918, Géori Boué iniziò a studiare canto nella sua città natale, prima di debuttare appena sedicenne al Campidoglio. Qui iniziò a cantare in una serie di ruoli minori, come Urbain ne Gli ugonotti, Siebel in Faust e Stefano in Romeo e Giulietta, per poi espandere il proprio repertorio con ruoli principali quali Micaëla in Carmen, l'eponima protagonista in Mireille e Violetta ne La traviata. Fu proprio grazie alla sua Violetta che riuscì a farsi notare da Reynaldo Hahn, che ne spianò la strada per il successo.
Nel 1939 fece il suo esordio parigino al Théâtre national de l'Opéra-Comique come Mimì ne La bohème; sarebbe tornata al teatro per cantare come Lakmé, Manon e Ciboulette. Nel 1942 fece il suo debutto all'Opéra Garnier come Marguerite nel Faust, cantandovi poi anche come Giulietta nel Romeo e Giulietta, Salomé in Erodiade, Gilda in Rigoletto, Desdemona in Otello, Cio-Cio-San in Madama Butterfly, Tat'jana in Eugenio Onegin, Violetta, Louise, Thaïs e Tosca. Nel 1943 interpretò Maria Malibran nel film La Malibran, diretto da Sacha Guitry e distribuito nel 1944. Nel 1948 esordì al Gran Teatre del Liceu come Marguerite, nel 1949 fece il suo debutto al Teatro alla Scala come Mélisande in Pelléas et Mélisande, mentre nel 1956 cantò al Teatro Bol'šoj come Tat'jana. Nel 1952 fu Thaïs in occasione della prima registrazione discografica dell'opera di Massenet, prodotta da Urania Records.
Dal 1969 al 1975 insegnò canto al Conservatoire à rayonnement régional de Boulogne-Billancourt.
Fu sposata con il baritono Roger Bourdin dal 1944 alla morte del cantante nel 1973; la coppia ebbe due figlie, tra cui la scrittrice Françoise Bourdin. È morta nel 2017 all'età di 98 anni.